# John Ericsson (1865)
John Ericsson, officiellt HM Pansarbåt John Ericsson, var en monitor / 2. klass pansarbåt i svenska flottan. Hon byggdes vid Motala varv och Norrköpings varv, sjösattes den 17 mars 1865 och togs i tjänst den 13 november 1865.
Avrustades 1913 och utrangerades 1918. Såldes 1919 till Gotländska Kalkstenskompaniet och byggdes om till pråm. På 1930-talet var hon oljepråm i Stockholmsområdet. Hon skrotades 1953.
Hennes kanoner finns bevarade i Filipstad vid sjön Daglösen.